# Gobierno provisorio de José Rondeau
El gobierno de José Rondeau es el período de gobierno preconstitucional de Uruguay y el primer gobierno oficial como entidad política independiente que comenzó con su juramento y asunción como gobernador y capitán general provisorio de Uruguay —también llamado el Estado de Montevideo— luego de ser llamado por la Asamblea General Constituyente y Legislativa para dirigir el naciente estado, hasta su renuncia el 17 de abril de 1830.

## Antecedentes
Con el propósito de ponerle fin a la guerra argentino-brasileña por la soberanía de los territorios de la Provincia Oriental y las Misiones Orientales, las Provincias Unidas del Río de la Plata y el Imperio del Brasil firmaron en agosto de 1828 la Convención Preliminar de Paz, por la que acordaron renunciar a sus pretensiones sobre el llamado Estado de Montevideo y declararlo independiente.
Una vez que la Convención fue ratificada por las partes contratantes, por Brasil el 30 de agosto, Lavalleja el 20 de setiembre y las Provincias Unidas el 29 de setiembre, con el canje de ratificaciones del 4 de octubre de 1828 entraba en vigencia y conforme lo dispuesto por ella, las autoridades del nuevo estado debían convocar a elecciones de representantes para formar un gobierno provisorio y elaborar una Constitución. Ese mismo mes tuvieron lugar las elecciones y el 22 de noviembre se instaló la Asamblea, que el 24 siguiente se proclamó como la Asamblea General Constituyente y Legislativa.
El siguiente paso de la Asamblea fue la organización del Gobierno Provisorio, que era prioritario por el perjuicio que ocasionaba que las autoridades ocupantes brasileñas en Montevideo siguieran cobrando impuestos y para activar el comercio. Una primera propuesta del representante Lázaro Gadea sugirió la creación de un Poder Ejecutivo colectivo (de dos o más integrantes) integrado por ciudadanos naturales en pleno goce de sus derechos para conciliar las fuertes diferenicias políticas entre distintos bandos específicamente los liderados en un caso por Lavalleja y en el otro por Rivera, pero la Comisión de Constitución y Legislación de la Asamblea rechazó esta propuesta. A continuación se aprobó un decreto que para ser Capitán General Provisorio se requería  «ser nacido dentro del territorio llamado hasta aquí Provincias Unidas del Río de la Plata», en alusión a Rondeau que habría sido mencionado como candidato en antesalas, porque tener que decidir la elite política un candidato de la popularidad de Rivera o Lavalleja no era conveniente en el largo plazo. Entonces se barajó el nombre de Rondeau, por su jerarquía militar, desvinculación respecto del país que le permitía a elite un gobierno independiente de los vaivenes de los movimientos caudillistas, además de ser de filiación unitaria.
El 1 de diciembre de 1828 la Asamblea General Constituyente designó como futuro gobernador provisorio a José Rondeau que al estar en ese momento en Buenos Aires, eligieron como gobernador interino a Joaquín Suárez para cubrirlo hasta que Rondeau viniera al país. El 22 de diciembre de 1828 Rondeau comparece ante la Asamblea General Constituyente para realizar el juramento de estilo y asumir el cargo, prometiendo desempeñar su cargo bien y fielmente, en cumplimiento de las leyes y haciéndolas cumplir, respetando la seguridad individual y el derecho de propiedad, y defender la independencia, libertad y sistema de gobierno del Estado, a lo que Rondeau respondió afirmativamente.
El historiador Carlos Machado comentó sobre la elección de Rondeau para el cargo de gobernador que fue una «elección infeliz», ya que ni siquiera era oriental, tenía historial de enfrentamientos con el artiguismo en 1813 y más tarde con la Liga Federal en una batalla en la que él perdió quedando fuera de la revolución y no representaba un elemento neutro entre los caudillos Lavalleja y Rivera que se disputaban el poder. También por designar en gran parte de los cargos superiores a riveristas que más tarde ocasionaría una crisis política.

## Gabinete
Tan pronto como asumió su cargo, José Rondeau nombró a Francisco Giró como Ministro Secretario de la cartera de Gobierno y Relaciones Exteriores y también recibió de forma interina las titularidades de los de Hacienda y de Guerra. El 26 de diciembre del mismo año Eugenio Garzón fue designado como Ministro de Guerra. Ante la intención de Rondeau de eliminar las comandancias militares de los departamentos, integradas por militares que apoyaban a Lavalleja que a su vez gozaba de popularidad, Giró y Garzón —este último un lavallejista— presentaron sus renuncias. En un momento Rondeau llegó a pedir ayuda a la Asamblea Constituyente para recibir a cualquier representante que ocupara los cargos de gobierno. Al final, el incidente se solucionó luego de que Rondeau desistió de su propósito inicial, y Giró y Garzón regresaron a sus puestos ministeriales. El 8 de enero de 1829 designó a Francisco Joaquín Muñoz como ministro de hacienda y así completó su gabinete. En febrero de 1829 nombró a Fructuoso Rivera como Jefe del Estado Mayor del Ejército luego de una reunión entre ambos donde Rivera ofreció el apoyo de las fuerzas a su mando, pero que en realidad supuso un paso más hacia las aspiraciones políticas de Rivera. En agosto renuncian los ministros originales y Rondeau designa a Rivera como ministro de todas las carteras.

## Política nacional
El 24 de abril de 1829 se retiraron las últimas fuerzas militares brasileñas de Montevideo y de esta forma terminó la ocupación brasileña del ahora independiente Uruguay, que hasta ahora —salvo Montevideo— el resto del territorio ya estaba en manos de los orientales. Días más tarde la Asamblea Constituyente se mudó a Montevideo para sesionar en el Cabildo y el 1 de mayo también entró a la ciudad el gobernador Rondeau con sus ministros.

### Actividad legislativa y constitucional
El Ejército del Norte que había sido comandado por el general Fructuoso Rivera durante la Campaña de las Misiones Orientales fue declarado fuerza estatal «pertenecientes al Ejército del Estado de Montevideo» por la ley del 2 de enero de 1829.

La primera versión del Escudo de Armas del Estado se aprobó en 1829.

El 19 de marzo de 1829 se promulgó una ley que creó el Escudo de Armas del Estado, similar al actual pero con adornos militares:

El escudo de armas del Estado, será un óvalo coronado con un sol y cuarteado: con una balanza por símbolo de la igualdad, y la justicia, colocada sobre esmalte azul, en el cuadro superior de la derecha; en el de la izquierda, el Cerro de Montevideo, como símbolo de fuerza, en campo de plata; en el cuadro inferior de la derecha, un caballo suelto, como símbolo de la libertad, en campo de plata, y en el de la izquierda, sobre esmalte azul, un buey, como símbolo de la abundancia. Adornado el escudo con trofeos militares, de marina y símbolos de comercio.
Ley del 19 de marzo de 1829.

El 4 de junio de 1829 se promulgó una ley sobre libertad de imprenta, consagrando este principio en donde se permitió que cualquier ciudadano pudiera publicar en la prensa sus opiniones de forma libre y sin previa censura. También reglamentó los juicios en caso del abuso del derecho de libertad de expresión.
El 10 de setiembre de 1829 la Legislatura sancionó la Constitución del Estado, que fue remitida a los plenipotenciarios de Argentina y Brasil para que la examinaran en caso de que según ellos hubieran disposiciones contrarias a la seguridad de sus países, según lo estipulado por la Convención Preliminar de Paz.
El 1 de abril de 1830 se promulgó una nueva ley de elecciones de senadores, representantes y miembros de las Juntas Económico-Administrativas. La elección de representantes era directa por el electorado lo cual era un avance respecto del sistema anterior de elección indirecta. La elección de los senadores era indirecta por Colegios Electorales de Senadores, cuyos miembros a su vez eran elegidos por el pueblo. La elección de los miembros de las Juntas Económico-Administrativas era directa.

### Crisis política
La lucha de intereses políticos entre los distintos bandos, el unitario, el lavallejista y el riverista, llevó a una crisis política que puso en tela de juicio la administración de Rondeau y llevaría a su dimisión. Una de las causas de esta crisis fue el progresivo acaparamiento de los altos cargos políticos de la administración Rondeau por parte de los abrasilerados. Esto comenzó primero con una estrategia política de olvido y perdón hacia él y sus aliados políticos, ya que ellos hasta hace poco apoyaban al régimen invasor de la Cisplatina, y hacer las paces con Lavalleja. El 25 de agosto de 1829 llegó a Montevideo y pidió la renuncia de los ministros unitarios Garzón y Muñoz, aparte de Giró que ya había renunciado. Luego de las renuncias el 27, el 29 Rondeau pone a Rivera como ministro Universal, dejando a Lavalleja con el cargo de Jefe del Estado Mayor del Ejército. La Asamblea no aceptó el pedido de fusión de carteras pedido con el argumento de ahorro presupuestario, solamente autorizando la fusión de los ministerios de Guerra y de Gobierno. Así, Rivera quedó al frente de los ministerios de Guerra, Relaciones Exteriores y de Gobierno, mientras que Jacinto Acuña de Figueroa al frente del de Hacienda hasta el 26 de octubre que entró Lucas Obes. Santiago Vázquez asumió como diplomático ante Argentina y Nicolás Herrera de igual forma ante Brasil. De esta forma, los abrasilerados dominaron el Ejecutivo, algo que no le caía bien a la Asamblea al ver que sus figuras unitarias habían sido desplazadas y ver a un Rivera con la fuerza a su mando y la hacienda a su alcance.
Otro asunto desencadenante fue el proyecto de disolución de la Colonia del Cuareim, fundada por Rivera con las familias guaraníes que le acompañaban luego de la Campaña de las Misiones Orientales, que a pesar de solicitar apoyo económico para el poblado en la sesión del 1 de abril de 1830 la Asamblea por un lado requirió los comprobantes de los gastos de la partida asignada por la Asamblea para esa localidad el 13 de mayo de 1829, pero también se discutió sobre la permanencia de la colonia. El gobierno a través del ministro Ellauri defendió su permanencia y la necesidad de brindarles medios económicos para mantenersey y así evitar disturbios, mientras que los diputados Lamas, Llambí y Uturbey propusieron su disolución, para lo cual el diputado Pérez presentó una moción para su estudio. Dado esto, Rivera amenazó a los partidarios de disolver la colonia y pidió al gobierno movilizar el Batallón de Cazadores, a lo cual el Ejecutivo accedió. Cuando el 16 de abril esta fuerza iba a salir de la ciudad para ir a campaña, la Asamblea ordenó suspender la salida de esta tropa y pedir explicaciones al gobierno por esta salida que, según el diputado Lapido, no había razón para movilizarla. El ministro de gobierno Ellauri se justificó amparándose en formalidades. El diputado Lapido insistió en que debía darse explicaciones del propósito de la salida de esa tropa, ya que acusaba al Ejecutivo de gastos excesivos por cargos militares de jerarquía que fueron creados a pesar de habérsele prohibido crearlos, o por gastos más allá del monto permitido con un erario nacional exhausto que llevaba a desconfiar del gobierno. Estas críticas afectaban a la administración Rondeau y recaían sobre medidas que fueron tomadas para favorecer a Rivera. Al final la Asamblea dispuso suspender la salida del batallón hasta tanto el ministro de Guerra concurriera a dar explicaciones.

## Fin del mandato
Con la crisis política en pleno auge, luego de que el ministro de Guerra no concurrió a sala para dar explicaciones por la salida del Batallón de Cazadores, el 17 de abril el gobernador Rondeau presentó una carta ante la Asamblea Constituyente en la que explicó que la situación llevó a la renuncia de sus ministros y que, si la Asamblea lo consideraba, presentaba su renuncia al cargo. La Asamblea aceptó la renuncia e inmediatamente recibió a Lavalleja para prestar juramento y asumir como el nuevo gobernador. Rondeau entregó el cargo pacíficamente pero bajo protesta, diciendo que se vio obligado a ella para mantener los compromisos de paz interna requeridos por la Convención Preliminar y que la Asamblea no estaba autorizada a ejercer potestades del Ejecutivo.